# Crytea erythraea
Crytea erythraea är en stekelart som först beskrevs av Johann Ludwig Christian Gravenhorst 1820.  Crytea erythraea ingår i släktet Crytea och familjen brokparasitsteklar. Inga underarter finns listade i Catalogue of Life.